# Le Perron sanglant
Le Perron sanglant (The Blood-Stained Pavement) est une nouvelle policière d'Agatha Christie mettant en scène Miss Marple.
Initialement publiée en mars 1928 dans la revue The Royal Magazine au Royaume-Uni, cette nouvelle a été reprise en recueil en 1932 dans The Thirteen Problems au Royaume-Uni. Elle a été publiée pour la première fois en France dans le recueil Miss Marple au Club du Mardi en 1966.

## Personnages

### Le Club du Mardi
- Miss Marple
- Raymond West, écrivain et neveu de Miss Marple
- Joyce Lemprière, une jeune artiste
- Sir Henry Clithering, ex-commissaire de Scotland Yard
- Dr Pender, pasteur
- Mr Petherick, avoué (avocat)

### Protagonistes du mystère
- Joyce Lemprière, la narratrice
- Denis Dacre
- Margery Dacre, sa femme
- Carol, une ancienne amie de Denis
- Le pêcheur de Cornouailles

## Publications
Avant la publication dans un recueil, la nouvelle avait fait l'objet de publications dans des revues :
- en mars 1928, au Royaume-Uni, dans le no 353 de la revue The Royal Magazine[1] ;
- le 23 juin 1928, aux États-Unis, sous le titre « Drip! Drip! », dans le no 2 (vol. 102) de la revue Detective Story Magazine[1] ;
- en novembre 1960, aux États-Unis, sous le titre « The Miss Marple and the Wicked World », dans le no 204 (no 5, vol. 36) de la revue Ellery Queen's Mystery Magazine[2] ;
- en janvier 1961, en Australie, sous le titre « The Miss Marple and the Wicked World », dans le no 163 de la revue Ellery Queen's Mystery Magazine (Australia)[3].

La nouvelle a ensuite fait partie de nombreux recueils :
- en 1932, au Royaume-Uni, dans The Thirteen Problems[1] (avec 12 autres nouvelles) ;
- en 1933, aux États-Unis, dans The Tuesday Club Murders[1] (adaptation du recueil de 1932) ;
- en 1966, en France, dans Miss Marple au Club du Mardi (avec 6 autres nouvelles)
(réédité en 1991 sous le même titre, reprenant les 13 nouvelles du recueil britannique de 1932).